# آش (خمیر)
 آش  یا  آس  نام روستای کوچکی است از بخش مرکزی شهرستان خمیر در شهرستان خمیر در استان هرمزگان واقع در جنوب ایران. 
 آس  دوسنگ گرد و مسطح روی هم نهاده و سنگ پائینی در میان میلی آهنین یا چوبین از سوراخ میان سنگ پائینی در گذشته و سنگ زبَرین به نیروی آب می‌چرخد و دانه‌ها را خرد می‌کند وآرد می‌سازد. «آس» به گویش محلی « آش » گفته می‌شود.

## نامگذاری
بعلت وجود داشتن «آس» یا «آسیاب» سنگی در این محل نام روستا «آش» نامگذاری شده‌است. 
این روستا از سمت جنوب تپه خص واقع می‌باشد، و در حدود ۳۵ کیلومتر خاور «دهستان کوخرد» واقع شده‌است. آثار آسیاب «آش» قدیمی وجود دارد که در زمان قدیم به وسیله آن جو و گندم آسیاب می‌کردند، این آسیاب به‌وسیله آب به کار می‌افتاده‌است.

## جمعیت
جمعیت این روستا ۴۵ نفر (۸ خانوار) است که از اهل سنت و از شاخه شافعی هستند یعنی از پیروان امام محمد ادریس شافعی می‌باشند و به زبان فارسی و به گویش محلی تکلم می‌کنند. و به دامداری و کشاورزی اشتغال دارند.
دارای ۱۴۰ اصله نخل آبی ودیم و حدود ۲۰ من زمین زیر کشت و یک باب مسجد و ۲ باب آب‌انبار (برکه) می‌باشد.

## جدا شدن ازبستک
روستای آش نیز جزء روستاهایی بوده که در سابق از توابع  بخش بستک  بوده‌اند که پس از سال ۱۳۶۴ خورشیدی از توابع بستک جدا شده‌اند و به بخش خمیر پیوند دادند.